# محمد الصادق باي
المشير محمد الصادق باي أو سيدي محمد الصادق باشا باي أو الصادق باي أو محمد الصادق بن حسين ولد في 7 فيفري 1813 وتوفي 29 أكتوبر 1882، هو باي تونس الثاني عشر منذ سنة 1859 إلى حين وفاته. برز خلال حكمه عهد الأمان الذي ينص على تحقيق العدل بين الرعية ويؤكد على حقوق الأجانب في المملكة التي ستسمح لهم بالتدخل في الحياة السياسية. كما أصدر خلال عهده أول دستور تونسي بدأ العمل به يوم 26 أفريل 1861 ينص على تنظيم الحياة السياسية بالفصل بين السلط الثلاث والحد من سلطة الباي الأمر الذي دفع بإلغائه سنة 1864. في سنة 1881، وقع على معاهدة باردو التي تشكل بداية الاستعمار الفرنسي لتونس.

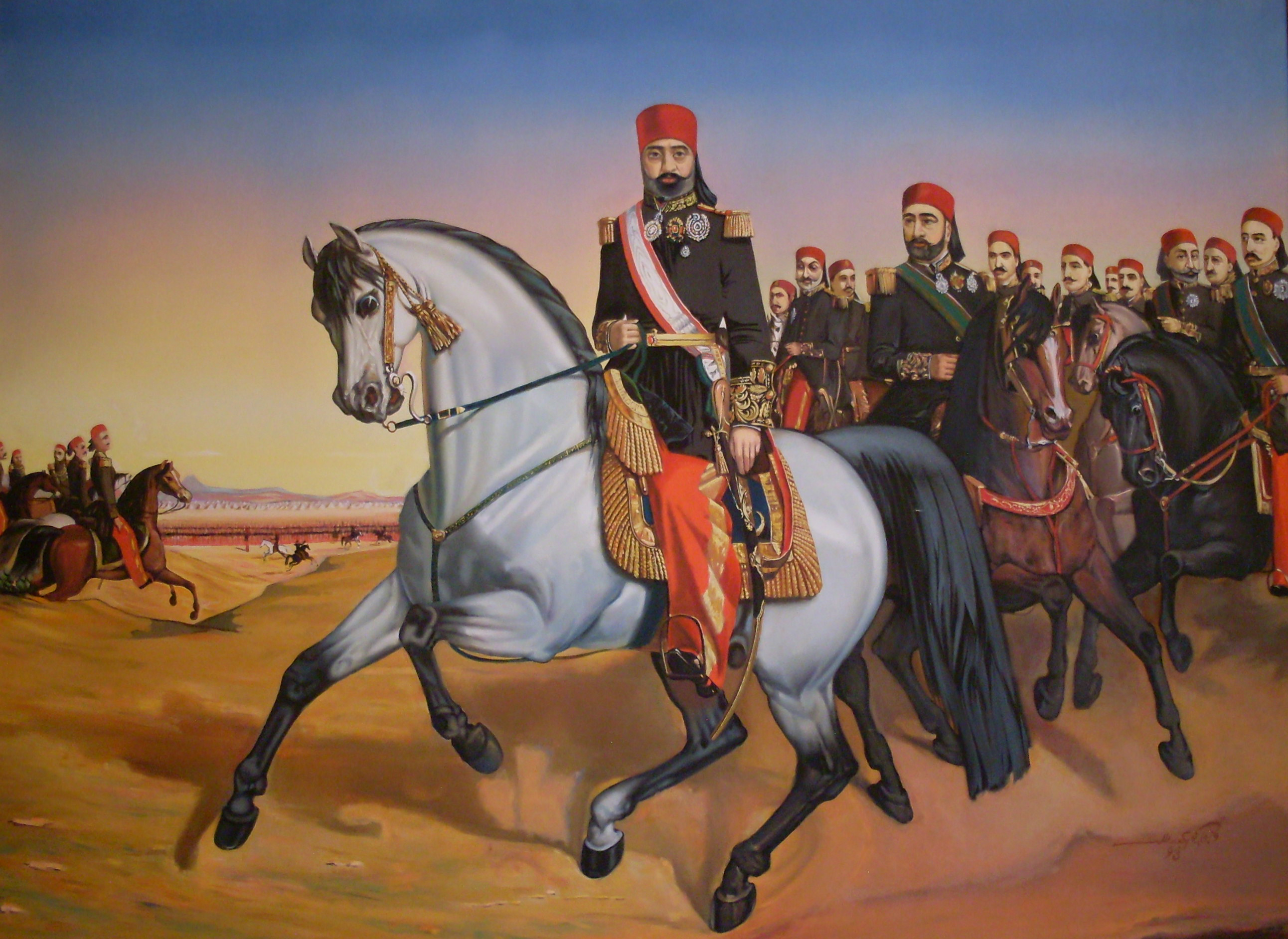
محمد الصادق باشا باي يقود محلة الساحل مع بداية ثورة 1864

## الحياة السياسية
في جويلية 1860، قرر الباي إنشاء أول مكتب طباعة مسؤول عن المنشورات الرسمية، بما في ذلك أول صحيفة باللغة العربية في البلاد، الرائد التونسي
في 23 أفريل 1861، أصدر أول دستور بالمعنى المعاصر للمصطلح بالعالم العربي وبفضله تم الفصل بين السلطات التنفيذية والقضائية والتشريعية، والحد من سلطات الباي، إضافة إلى إنشأء محاكم عدل جديدة ومجلسًا أعلى ومنح الأوروبيين واليهود حقوقا متساوية مع المسلمين، ولا سيما الحق في التملك. هذا الدستور شجع الأوروبيين على الاستقرار في تونس، الشيء الذي نتج عنه فتح مدارس دينية غير مسلمة وإنشاء خدمة التلغراف تحت إشراف بعثة فرنسية عام 1859.
في 26 أفريل، قام الصادق باي بتغيير ترتيب خلافة العرش وصارت القاعدة أن الأمير الأكبر سنا هو الأولى بالعرش عند وفاة الملك وليس الابن الأكبر كما كانت العادة سابقا.
قامت الحكومة التونسية في فترة حكم الباي ببناء قنصلية جديدة لفرنسا في شارع البحرية (شارع الحبيب بورقيبة حاليا) الذي افتتحه الملك في 12 يناير 1862.
كلف الباي المهندس كولين دي مرسيليا بترميم الحنايا الرومانية بزغوان لتزويد العاصمة بالمياه. حوالي عام 1865 ، بدأ بهدم الأسوار المحيطة بالمدينة، والتي يهدد بعضها بالانهيار مما تسبب في اختفاء العديد من أبواب المدينة الشهيرة مثل باب قرطاجنة وباب سويقة وباب البنات وباب الجزيرة.
ومع ذلك، فإن حاشية الملك لم تخلو من الفساد والمؤامرات، خاصة مع مصطفى خزندار ومصطفى بن إسماعيل، والضغط المستمر من القناصل الأوروبيين وإفلاس الدولة، الأمران اللذان أجبرا الباي الاقتراض من السلطات الفرنسية وبذلك فتح الأبواب للاحتلال الأجنبي على الرغم من جهود الوزير الأكبر خير الدين باشا. هكذا بدأت فرنسا احتلالها التدريجي لتونس مع أول خطوة عام 1869 من خلال لجنة أنجلو-إيطالية-فرنسية تهدف إلى استيعاب الديون الخارجية للبلاد.

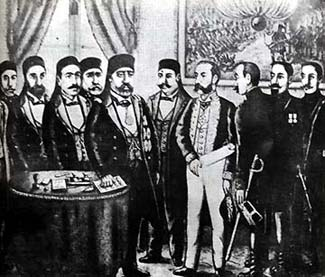
محمد الصادق باي يمضي معاهدة الحماية بحضور الجنرال بيريار سنة 1881

## الحياة الخاصة

### زوجات الباي
على غرار بقية ملوك الدولة آن ذاك، كان للباي عدة زوجات. كانت الأولى ابنة عمه ابنة القائد أحمد المنستيري الذي ينتمي إلى عائلة تركية كان لها تأثير كبير على الحرملك الملكي في تونس. كانت والدتها وجدتها على التوالي الزوجات الثانيتين لحسين الثاني ومحمود بن محمد. كانت زوجته الثانية حناني، ابنة علي العروسي، من أهم تجار الشاشية. كما تزوج من للا قمر، جارية مهداة من قبل السلطان العثماني.
مثل قصر السعيد مقر إقامة الباي الرِئيسي، الذي بني على الطراز الإيطالي أمام قصر باردو. وقد تمت مصادرته من الوزير السابق وحافظ الأختام، إسماعيل السني، الذي اتهم بالخيانة وأعدم في عام 1867. في إحدى قاعات الطابق الأول في هذا القصر، في 12 ماي 1881، أحضر القنصل الفرنسي تيودور روستان الجنرال الفرنسي جول إيمي بريار إلى مجلس باي الخاص لتوقيع معاهدة باردو.

### إرثه
مات الباي دون ترك أي أطفال ليرثوا العرش بعده. إلا أنه كان الأب الراعي لابن أخيه محمد الناصر، ولجنينة زوجه الوزير إسماعيل بن مصطفى.

## الأوسمة والتشريفات
- نيشان الدم (تونس).